# Thanatos, l'ultime passage
Pour plus de détails, voir Fiche technique et Distribution.
Thanatos, l'ultime passage est un documentaire français, qui traite du sujet des expériences de mort imminente (EMI),.

## Synopsis
Sous la forme d'une enquête, le film part à la rencontre de scientifiques et de personnes ayant vécu des EMI, et aborde les changements de vie qui peuvent s'ensuivre.
Ce film, le troisième du réalisateur, représente la première enquête cinématographique sur les EMI, et se déroule sur une durée de deux ans.

## Fiche technique
- Date de sortie : 30 octobre 2019
- Durée : 104 minutes